# Fred Armisen

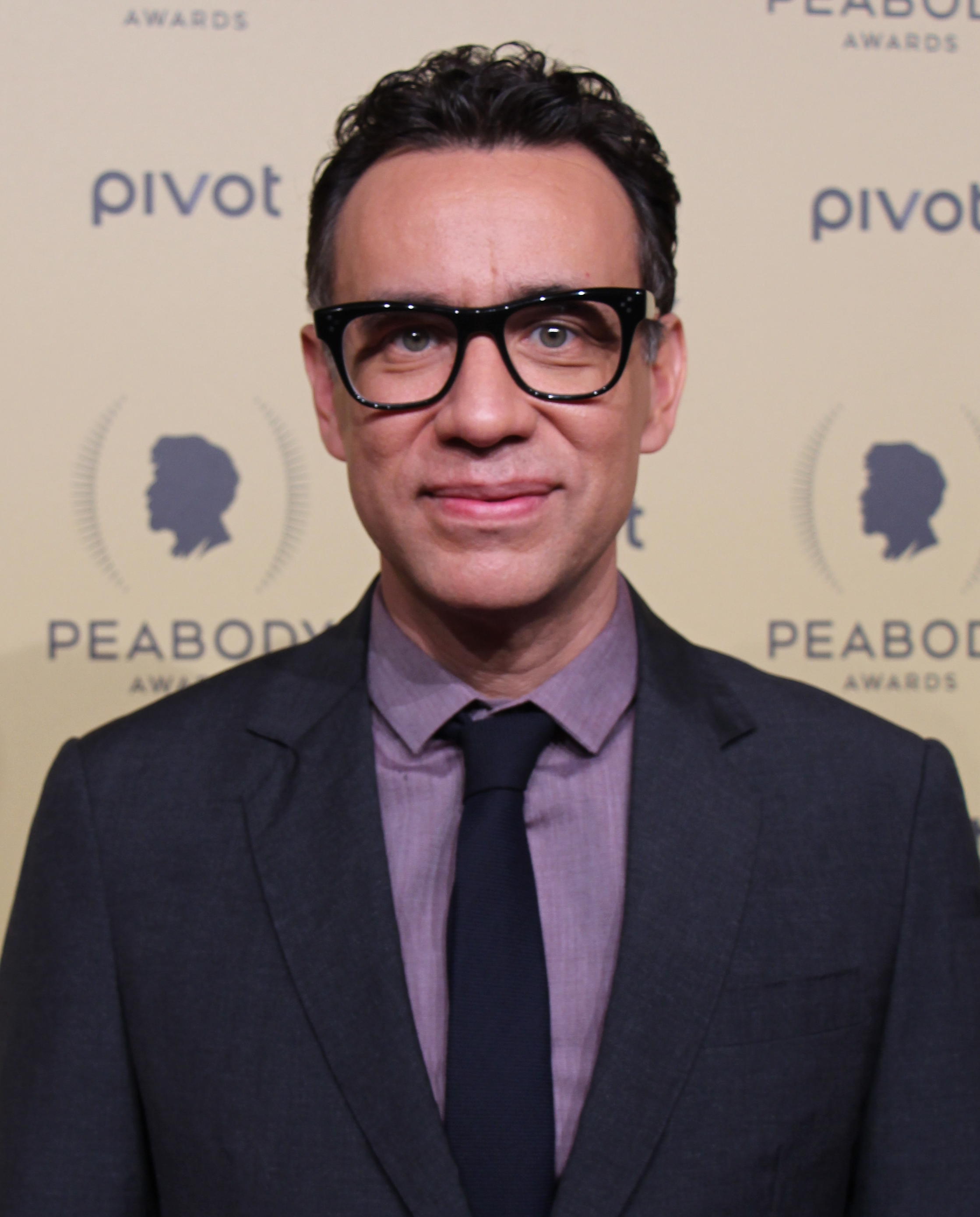
Fred Armisen (2015)

Fereydun Robert „Fred“ Armisen (* 4. Dezember 1966 in Hattiesburg, Mississippi) ist ein US-amerikanischer Schauspieler, Komiker und Musiker.

## Leben
Fereydun R. Armisen wurde in Hattiesburg, Mississippi geboren. Kurz nach seiner Geburt zog seine Familie nach Manhattan, wo er in Valley Stream, Long Island aufwuchs. Seine Mutter Hildegardt ist Grundschullehrerin und kommt aus Venezuela, während sein Vater bei IBM arbeitete und deutscher sowie koreanischer Abstammung ist. Er studierte an der New Yorker School of Visual Arts, was er zugunsten des Schlagzeugspiels aufgab.
Die ersten Versuche als Musiker mit seinen Highschoolfreunden scheiterten. Er zog 1988 von New York nach Chicago und spielte Schlagzeug in der Punkrockband Trenchmouth. 1990 war er Mitglied der Blue Man Group. 2007 spielte er auf Les Savy Favs Let's Stay Friends auf drei Tracks.
Armisen war von 1998 bis 2004 mit der englischen Sängerin und Songwriterin Sally Timms verheiratet. Von 2009 bis 2011 war er mit der Schauspielerin und bekennenden Scientologin Elisabeth Moss verheiratet. Er selbst gab an, Atheist zu sein. Von 2014 bis April 2022 war er in einer Beziehung mit Schauspielerin Natasha Lyonne.

## Filmografie (Auswahl)

### Film
- 2002: Like Mike
- 2004: Eurotrip
- 2004: Wake Up, Ron Burgundy: The Lost Movie
- 2006: Blendende Weihnachten (Deck the Halls)
- 2007: Dein Ex – Mein Albtraum (The Ex)
- 2008: Baby Mama
- 2008: The Rocker – Voll der (S)Hit (The Rocker)
- 2009: Shopaholic – Die Schnäppchenjägerin (Confessions of a Shopaholic)
- 2009: (Traum)Job gesucht (Post Grad)
- 2010: Cats & Dogs: Die Rache der Kitty Kahlohr (Cats & Dogs: The Revenge of Kitty Galore)
- 2010: Cop Out – Geladen und entsichert (Cop Out)
- 2010: Einfach zu haben (Easy A)
- 2011: Die Schlümpfe (The Smurfs, Stimme)
- 2012: Der Diktator (The Dictator)
- 2016: Zoolander 2
- 2016: Ordinary World
- 2017: The LEGO Ninjago Movie (Stimme im Original)
- 2019: Jay & Silent Bob Reboot
- 2020: All Together Now
- 2021: Die Mitchells gegen die Maschinen (The Mitchells vs. the Machines, Stimme)
- 2021: How It Ends
- 2022: Spin Me Round
- 2023: Der Super Mario Bros. Film (The Super Mario Bros. Movie, Stimme)
- 2024: Thelma the Unicorn (Stimme)

### Serien
- 2002–2013: Saturday Night Live
- 2007–2012: 30 Rock (zwei Folgen)
- 2009: Parks and Recreation (eine Folge)
- 2008: The Sarah Silverman Program
- 2011–2013: The Looney Tunes Show
- 2011–2018: Portlandia
- 2013–2021: Brooklyn Nine-Nine (vier Folgen)
- 2014: Modern Family (eine Folge)
- seit 2014: Late Night with Seth Meyers (Leader der 8G Band)
- 2017–2018: The Last Man on Earth (vier Folgen)
- 2017–2025: Big Mouth (Sprechrolle)
- 2018: Forever
- 2018–2021: Final Space
- 2020: Moonbase 8 (Fernsehserie)
- 2020: Miracle Workers (Fernsehserie, eine Folge)
- 2021: Schmigadoon!
- 2022: Wednesday (drei Folgen)
- 2022: Our Flag Means Death (Fernsehserie. drei Folgen)
- 2023: Barry (eine Folge)
- 2024: Fallout (Fernsehserie)

## Musikvideos
- 2021: George Harrison – My Sweet Lord (als Agent des „Bureau of Certification“)[7]